# Vico Giugario
Il vico Giugario (in latino Vicus Iugarius, "strada dei costruttori di gioghi") fu un'importante strada di Roma antica, che univa il Foro repubblicano al Foro Olitorio e all'area del porto fluviale.
Il Vicus Iugarius era molto antico, forse anche antecedente alla fondazione di Roma.

## Descrizione
Il Vicus Iugarius entrava nel Foro da sudovest, dopo aver costeggiato la ripida parete del Campidoglio, tra il tempio di Saturno e la Basilica Giulia, nei pressi del Lacus Servilius.
L'Arco di Tiberio (oggi scomparso) fu edificato a cavallo della via.
La strada terminava nella parte meridionale del Campo Marzio, in corrispondenza del Forum Holitorium. Sul Vicus Iugarius, in corrispondenza delle Mura Serviane, si apriva la Porta Carmentale a doppio fornice.
Questo era il percorso della strada in età tardo-repubblicana ed imperiale, mentre in precedenza essa era molto più lunga, raggiungendo anche il Quirinale, dove si congiungeva con i percorsi precedenti alla costruzione delle vie Salaria, Flaminia e Tiburtina, divenendo parte integrante della via commerciale che giungeva al Tevere.
Il nome "Jugario" significa letteralmente "che congiunge, che unisce " infatti collegava area del foro con il Tevere, dove c'era una installazione portuale.
Nei pressi infatti, sorge il tempio dedicato alla divinità Portumnus.
Altresì, dato il significato del verbo latino iugo (sposare, unire), poteva intendersi come strada di unione.
Dal suo nome, Giunone potrebbe avere assunto l'epiteto di Iuga o Iugalis (Giunone del Legame Matrimoniale), con il quale era venerata presso un altare (di ubicazione ignota) proprio edificato nel vico Giugario (secondo Festo la via aveva assunto il nome dall'altare).
Lungo la strada sorgeva l'importante area sacra di Sant'Omobono, che fu utilizzata per un lunghissimo arco temporale (VI secolo a.C.-VI secolo d.C.) e comprendeva i due templi della Mater Matuta e della Fortuna.
La strada, interessata da ampie indagini archeologiche nel periodo tra il 2010 e il 2014, attualmente visibile nell'area archeologica del Foro risale al rifacimento di età augustea. In precedenza la strada seguiva un percorso leggermente spostato più a sud-est.